# Carrie Johnson
Carrie Johnson, född Symonds den 17 mars 1988 i London, är Storbritanniens premiärminister Boris Johnsons hustru. Paret gifte sig den 29 maj 2021. Fram till dess var Symonds den första ogifta partnenr till en premiärminister som bott på 10 Downing Street.
Efter studierna blev Symonds år 2009 pressekreterare för det konservativa partiet. Hon lämnade posten år 2019 för att arbeta i den ideella organisationen Oceana.
Symonds och Johnson förlovade sig i slutet av 2019. Den 29 april 2020 föddes parets första barn, sonen Wilfred Lawrie Nicholas Johnson. I december 2021 fick paret en dotter.